# Jan Domarski
Jan Andrzej Domarski (Rzeszów, 28 ottobre 1946) è un ex calciatore polacco, di ruolo attaccante.

## Carriera
Con la nazionale polacca ha preso parte ai Mondiali 1974, chiusi al terzo posto.

## Palmarès

### Club

#### Competizioni nazionali
- Campionato polacco: 2

Stal Mielec: 1972-1973, 1975-1976